# 程毓淮
程毓淮（1910年—1995年），男，祖籍安徽歙县，生于江苏南通，美籍华裔数学家，中央研究院院士，曾任北京大学、国立西南联合大学、麻省大学等校教授。